# Beludzsisztáni örvös medve
A beludzsisztáni örvös medve (Ursus thibetanus gedrosianus) az örvös medve egyik alfaja, mely a Pakisztán és Irán területén fekvő Beludzsisztán hegyvidékein fordul elő. Az örvös medvék körében szokatlanul vékony bundája van, mivel a többi alfajhoz képest melegebb éghajlaton él. Ezenkívül a többi alfajhoz képest több gyümölcsöt fogyaszt, különösen a fügét és a banánt szereti.

## Elterjedése
A beludzisztáni örvös medve Délnyugat-Pakisztán és Délkelet-Irán területén fekvő Beludzsisztán magasabb vidékein található meg. Legnagyobb állománya a Khuzdartól délre fekvő hegyekben található. Egykoron Beludzsisztán majdnem egész területén megvolt található, ma azonban nagy részéről kipusztult. Az erdőirtás és ezzel együtt az élőhelyek eltűnése jelenti a legnagyobb problémát, amivel szembesül.

## Megjelenése
Kisebb, mint az örvös medve többi alfaja és változatosabb színezetű is, bundája a vöröses-narancsos és a mélyfekete között változhat. Mellkasfoltja sötétebb és feje vékonyabb, mint más alfajoknak.

## Étrendje
Mindenevő; ehet gyümölcsöket, rovarokat és kisebb hüllőket. Az is ismert, hogy farönköket tör fel, hogy lárvákkal táplálkozzon. Ugyanakkor előnyben részesíti a gyümölcsöket is, különösen az indiai olajfa és a Ziziphus nummularia terméseit.

## Természetvédelmi helyzete
A helyiek gyakran befogják, hogy cirkuszi állatként és vadászcsaliként nevelhessék. A medvéknek, mint élőcsaliknak az állat minden karmát és szemfogát eltávolítják és ezek után kutyákkal kell harcolniuk. Ezt a gyakorlatot 2001-ben tilossá és jogellenessé tették, de bizonyos mértékig továbbra is van rá példa.
Az élőhelyek elvesztése komoly problémát jelent az alfaj számára, melynek okai az illegális fakitermelés és az emberi népesség emelkedése, ami maga után vonja a települések egyre nagyobb kiterjedését, az autópálya-hálózat fejlődését és az erőművel vadonba való elhelyezését.
A helyi nomádpásztorok hagyják a szarvasmarha gulyáikat a medvék élőhelyén legelni, aminek következménye végül az örvös medvék leölése arra hivatkozva, hogy a marhaállományban ezen állat okozhatta a kárt. A különböző testrészek és az epehólyagért való orvvadászat is veszélyt jelent az alfajra nézve.

## Fordítás
- Ez a szócikk részben vagy egészben  a   Balochistan black bear című angol Wikipédia-szócikk fordításán alapul.  Az eredeti cikk szerkesztőit annak laptörténete sorolja fel. Ez a jelzés csupán a megfogalmazás eredetét és a szerzői jogokat jelzi, nem szolgál a cikkben szereplő információk forrásmegjelöléseként.